# Harry Wyld
Frederick Henry Wyld, detto Harry (Mansfield, 5 giugno 1900 – Derby, 5 aprile 1976), è stato un pistard britannico.
Era il fratello di Lew e Percy Wyld.

## Palmarès
- Giochi olimpici

Parigi 1924: bronzo nei 50 chilometri.
Amsterdam 1928: bronzo nell'inseguimento a squadre.